# Fina Rubio Serrano
Fina Rubio Serrano (Alhama de Múrcia, 1953) és una antropòloga i activista catalana. És la presidenta de la fundació Surt, que va fundar el 1993 junt amb altres quatre activistes, dedicada a la reinserció de dones al mercat laboral. El 2019 va rebre la Creu de Sant Jordi.